# トータルラグビー
トータルラグビーは、TWI（トランスワールドインターナショナル）社（イギリス）製作のラグビー情報番組である。

## 概要
- 国際ラグビーフットボールボード連盟（IRB）が企画・監修した公認番組である。
- TWIが製作するFIFAフットボール・ムンディアールと同じように、試合情報よりもルポルタージュに重きを置いており、世界各地で行われるラグビーリーグ・選手の話題、過去の名選手の紹介などで構成されている。
- 日本ではJ SPORTSで毎週放送されている。語り手は作間功。作間はスポーツのアニメーションでも実況アナウンサーの役で出演したこともある経験もあり、随所に実況シーンを織り込んでいる。
- J SPORTSのプレスリリースによると、本番組は2011年の時点で168の国と地域で放送されている[1]。